# Maison Rémi-Hudon
La maison Rémi-Hudon est une résidence rurale patrimoniale à Hébertville construite en 1862.

## Voir plus